# Bancroft, Iowa
Bancroft är en ort i Kossuth County i delstaten Iowa, USA.